# North Dalton
North Dalton är en by och en civil parish i kommunen East Riding of Yorkshire i England. Orten har 302 invånare (2011). Byn nämndes i Domedagsboken (Domesday Book) år 1086, och kallades då Dalton(e).